# Makram Ebeid
Pour les articles homonymes, voir Ebeid.
Makram Ebeid , né à Qena le 25 octobre 1889, mort au Caire le 5 juin 1961, est un homme politique égyptien copte. Il a notamment participé à la lutte politique pour l'indépendance de l’Égypte, et a été un homme politique nationaliste populaire, secrétaire général entre 1936 et 1942 du Parti Wafd, et plusieurs fois ministre des Finances de l'Égypte.

## Biographie
Il est né en 1889 à Qena, dans une famille copte originaire d'Assiout, au sein d'une fratrie de onze enfants. Son père est entrepreneur de travaux publics, et a construit notamment la ligne de chemin de fer entre Nag Hammadi et Louxor. Après des études au Caire et au collège américain d'Assiout, il poursuit, à partir de 1905, à 16 ans, des études de droit à Oxford. Diplômé en 1908, il prolonge ses études en Europe par un parcours de deux ans à la faculté de droit de Lyon. De retour de ces études, il travaille au ministère de la Justice du sultanat d'Égypte, pays alors placé sous protectorat anglais. Il décide en 1919 d'en démissionner, avec une lettre publique qui constitue une affirmation de ses convictions nationalistes. Il rejoint alors le Wafd, peu de temps après la constitution de ce parti nationaliste, à la fin de la Première Guerre mondiale. Ce parti revendiquant l'indépendance de l’Égypte, il est contraint à l'exil par les Britanniques en 1922, et partage cet exil aux Seychelles avec, notamment, Saad Zaghloul et Mustafa el-Nahas.
À son retour d'exil, il reprend une activité d'avocat, intervenant notamment dans des affaires à caractère politique, tout en continuant à militer au sein du même parti nationaliste. Le royaume d’Égypte est créé en 1922, lorsque le gouvernement britannique reconnait cette indépendance sous la pression du Wafd, et le sultan Fouad Ier en devient le premier roi. C'est l'aboutissement des années de lutte politique depuis 1919. Au milieu des années 1920, il devient membre du parlement. Saad Zaghloul meurt en 1927, Mustafa el-Nahas lui succède à la tête du Wafd. Makram Ebeid devient, cette même année 1927, ministre de Communications d'un gouvernement présidé par Mustafa el-Nahas. L'échiquier politique égyptien évolue fortement. En 1928, Hassan el-Banna fonde l'association des Frères musulmans, se positionnant à la fois contre le parti Wafd et contre l'influence occidentale. Le royaume égyptien traverse une période d'instabilité. En juin 1928, Mohammad Mahmoud Pacha devient premier ministre sous l'étiquette du parti libéral constitutionnel, un parti pro-anglais. En janvier 1930, Mustafa el-Nahas redevient chef du gouvernement égyptien et Makram Ebeid est nommé ministre des finances, mais ce gouvernement démissionne en juin de la même année. Il est de nouveau ministre des Finances en 1936-1937, et participe à l'élaboration du traité anglo-égyptien.
En 1942, le coup d’État du pro-nazi Rachid Ali al-Gillani, en Irak et les succès allemands en Libye mettent sous tension les Britanniques qui connaissent par ailleurs l'existence d'un courant pro-nazi au sein des milieux politiques cairotes. Malgré leur opposition dans les années 1930, les Anglais favorisent le retour au pouvoir en Égypte du Wafd, un parti populaire et qui n'a aucune sympathie pour l'Allemagne. Le 4 février 1942, le roi Faouk cède à cette pression, mais en ressent une certaine humiliation. Les autres partis égyptiens accusent le Wald de revenir au pouvoir derrière les chars anglais.
Makram Ebeid, redevenu ministre des Finances, perd ce ministère en mai 1942 et est exclu du parti Wafd le 6 juillet de la même année après une rupture avec son vieil ami, le Premier Ministre et chef du parti Wafd Mustafa el-Nahas. Les raisons de leur querelle sont diverses : le Palais égyptien a sans doute manœuvré pour casser l'unité de l'équipe dirigeante du Wafd, et de plus, Nahhas a décidé de concentrer plus de pouvoirs entre ses mains. Le mariage de Nahas avec une femme beaucoup plus jeune que lui, Zeinab el-Wekil, ne serait pas non plus étranger à la rupture entre Ebeid et Nahas, selon les rapports de l'ambassade britannique au Foreign Office. Un an plus tard, il remet au roi Farouk un Livre noir critiquant Mustafa el-Nahas et dénonçant les abus d'influence et les ingérences dans les affaires de l’État de Zeinab el-Wekil, mais l'affaire n'a pas de suite. Dans un contexte international difficile, la Grande-Bretagne et les États-Unis, qui luttent contre les troupes allemandes de l'Afrika Korps, tiennent à tout prix à préserver la stabilité politique de l’Égypte. Lui-même exprime quelques années plus tard ses regret sur les circonstances de son départ et probablement sur cet ouvrage
Makram Ebeid est un moment arrêté, emprisonné 5 mois, puis il est libéré et il redevient ministre des Finances en octobre 1944 dans le gouvernement d'Ahmad Mahir Pacha, puis dans celui de Mahmoud an-Nukrashi Pacha, deux premiers ministres égyptiens assassinés par les Frères musulmans. Après la révolution égyptienne de 1952, il se trouve mis de fait à l'écart de la vie politique, considéré comme un notable de l'ancien régime. En 1954, sollicité comme avocat pour défendre un Frère musulman qui a agressé le colonel Nasser, il refuse. Il avait été privé de ses droits politiques, quelques mois auparavant, comme une vingtaine d hommes politiques de l'ancien royaume d’Égypte, dont Mustafa el-Nahas, ne pouvant plus occuper un poste de direction, que ce soit dans un conseil d'administration, un groupement professionnel, un syndicat ou un organisme public ou privé. Mais il retrouve, comme les autres, la totalité de ses droits en février 1960 par décision du président Nasser.
Il meurt en juin 1961. Sa nièce Mona Makram-Ebeid est une personnalité politique.